# Atletik under sommer-OL 2020 - 800 meter løb (damer)
Kvindernes 800 meter ved sommer-OL 2020 i Tokyo afholdes på Japans nationalstadion fra 30. juli til 3. august.

## Resultater

### Indledende heats

#### Heat 1
| Placering | Udøvere         | Nation     | Tid     | Kommentarer |
| --------- | --------------- | ---------- | ------- | ----------- |
| 1         | Rénelle Lamote  | Frankrig   | 2.01,92 | Q           |
| 2         | Winnie Nanyondo | Uganda     | 2.02,02 | Q           |
| 3         | Lore Hoffmann   | Schweiz    | 2.02,05 | Q           |
| 4         | Angelica Sarna  | Polen      | 2.02,18 |             |
| 5         | Madeleine Kelly | Canada     | 2.02,39 |             |
| 6         | Morgan Mitchell | Australien | 2.05,44 |             |
| --        | Līga Velvere    | Letland    |         | DNF         |

#### Heat 2
| Placering | Udøvere         | Nation                   | Tid     | Kommentarer |
| --------- | --------------- | ------------------------ | ------- | ----------- |
| 1         | Natoya Goule    | Jamaica                  | 1.59,83 | Q           |
| 2         | Noélie Yarigo   | Benin                    | 2.00,11 | Q, SB       |
| 3         | Hedda Hynne     | Norge                    | 2.00,76 | Q           |
| 4         | Halimah Nakaayi | Uganda                   | 2.00,92 | q           |
| 5         | Katharina Trost | Tyskland                 | 2.00,99 | q           |
| 6         | Eunice Sum      | Kenya                    | 2.03,00 |             |
| 7         | Nadia Power     | Irland                   | 2.03,74 |             |
| 8         | Rose Lokonyen   | Olympiske flygtningehold | 2.11,87 |             |

#### Heat 3
| Placering | Udøvere               | Nation   | Tid     | Kommentarer |
| --------- | --------------------- | -------- | ------- | ----------- |
| 1         | Athing Mu             | USA      | 2.01,10 | Q           |
| 2         | Habitam Alemu         | Etiopien | 2.01,20 | Q           |
| 3         | Joanna Jóźwik         | Polen    | 2.01,87 | Q           |
| 4         | Melissa Bishop-Nriagu | Canada   | 2.02,11 |             |
| 5         | Christina Hering      | Tyskland | 2.02,23 |             |
| 6         | Bianka Kéri           | Ungarn   | 2.02,82 |             |
| 7         | Louise Shanahan       | Irland   | 2.03,57 |             |

#### Heat 4
| Placering | Udøvere                 | Nation         | Tid     | Kommentarer |
| --------- | ----------------------- | -------------- | ------- | ----------- |
| 1         | Raevyn Rogers           | USA            | 2.01,42 | Q           |
| 2         | Keely Hodgkinson        | Storbritannien | 2.01,59 | Q           |
| 3         | Mary Moraa              | Kenya          | 2.01,66 | Q           |
| 4         | Netsanet Desta          | Etiopien       | 2.01,98 |             |
| 5         | Lindsey Butterworth     | Canada         | 2.02,45 |             |
| 6         | Anna Wielgosz           | Polen          | 2.03,20 |             |
| 7         | Siofra Cléirigh Büttner | Irland         | 2.04,62 |             |
| 8         | Nimali Waliwarsha       | Sri Lanka      | 2.10,23 |             |

#### Heat 5
| Placering | Udøvere           | Nation                        | Tid     | Kommentarer |
| --------- | ----------------- | ----------------------------- | ------- | ----------- |
| 1         | Rose Mary Almanza | Cuba                          | 2.00,71 | Q           |
| 2         | Déborah Rodríguez | Uruguay                       | 2.00,90 | Q           |
| 3         | Rababe Arafi      | Marokko                       | 2.00,96 | Q           |
| 4         | Alexandra Bell    | Storbritannien                | 2.00,96 | q           |
| 5         | Catriona Bisset   | Australien                    | 2.01,65 |             |
| 6         | Delia Sclabas     | Schweiz                       | 2.03,03 |             |
| 7         | Shafiqua Maloney  | Saint Vincent og Grenadinerne | 2.07,89 |             |
| 8         | D'Jamila Tavares  | São Tomé og Príncipe          | 2.16,72 | PB          |

#### Heat 6
| Placering | Udøvere              | Nation         | Tid     | Kommentarer |
| --------- | -------------------- | -------------- | ------- | ----------- |
| 1         | Jemma Reekie         | Storbritannien | 1.59,97 | Q           |
| 2         | Ajeé Wilson          | USA            | 2.00,02 | Q           |
| 3         | Wang Chunyu          | Kina           | 2.00,05 | Q           |
| 4         | Sara Kuivisto        | Finland        | 2.00,15 | q, NR       |
| 5         | Elena Bellò          | Italien        | 2.01,07 | q           |
| 6         | Natalia Romero       | Spanien        | 2.01,16 | q, PB       |
| 7         | Gabriela Gajanová    | Slovakiet      | 2.01,41 | SB          |
| 8         | Emily Cherotich Tuei | Kenya          | 2.08,08 | SB          |

### Semifinaler

#### Heat 1
| Rangering | Bane | Atleter         | Nation         | Tid     | Noter |
| --------- | ---- | --------------- | -------------- | ------- | ----- |
| 1         | 5    | Natoya Goule    | Jamaica        | 1:59.57 | Q     |
| 2         | 3    | Jemma Reekie    | Storbritannien | 1:59.77 | Q     |
| 3         | 8    | Mary Moraa      | Kenya          | 2:00.47 |       |
| 4         | 4    | Ajeé Wilson     | USA            | 2:00.79 |       |
| 5         | 2    | Joanna Jóźwik   | Polen          | 2:02.32 |       |
| 6         | 1    | Elena Bellò     | Italien        | 2:02.35 |       |
| 7         | 7    | Hedda Hynne     | Norge          | 2:02.38 |       |
| 8         | 6    | Halimah Nakaayi | Uganda         | 2:04.44 |       |

#### Heat 2
| Rangering | Bane | Udøvere        | Nation         | Tid     | Noter |
| --------- | ---- | -------------- | -------------- | ------- | ----- |
| 1         | 4    | Athing Mu      | USA            | 1:58.07 | Q     |
| 2         | 3    | Habitam Alemu  | Etiopien       | 1:58.40 | Q     |
| 3         | 5    | Alexandra Bell | Storbritannien | 1:58.83 | q     |
| 4         | 7    | Lore Hoffmann  | Schweiz        | 1:59.38 |       |
| 5         | 6    | Rénelle Lamote | Frankrig       | 1:59.40 |       |
| 6         | 1    | Sara Kuivisto  | Finland        | 1:59.41 | NR    |
| 7         | 8    | Noélie Yarigo  | Benin          | 2:01.41 |       |
| 8         | 2    | Natalia Romero | Spanien        | 2:01.52 |       |

#### Heat 3
| Rangering | Bane | Atleter           | Nation         | Tid     | Noter |
| --------- | ---- | ----------------- | -------------- | ------- | ----- |
| 1         | 5    | Keely Hodgkinson  | Storbritannien | 1:59.12 | Q     |
| 2         | 8    | Wang Chunyu       | Kina           | 1:59.14 | Q, PB |
| 3         | 3    | Raevyn Rogers     | USA            | 1:59.28 | q     |
| 4         | 4    | Rose Mary Almanza | Cuba           | 1:59.65 |       |
| 5         | 1    | Winnie Nanyondo   | Uganda         | 1:59.84 | SB    |
| 6         | 7    | Rababe Arafi      | Marokko        | 1:59.86 |       |
| 7         | 2    | Déborah Rodríguez | Uruguay        | 2:01.76 |       |
| 8         | 6    | Katharina Trost   | Tyskland       | 2:02.14 |       |

### Finale
Resultatene var som følger:
| Placering | Bane | Udøvere          | Nation         | Tid     | Kommentarer |
| --------- | ---- | ---------------- | -------------- | ------- | ----------- |
| 1         | 3    | Athing Mu        | USA            | 1.55,21 | NR, AJR     |
| 2         | 4    | Keely Hodgkinson | Storbritannien | 1.55,88 | NR          |
| 3         | 8    | Raevyn Rogers    | USA            | 1:56.81 | PB          |
| 4         | 6    | Jemma Reekie     | Storbritannien | 1.56,90 | PB          |
| 5         | 2    | Wang Chunyu      | Kina           | 1.57,00 | PB          |
| 6         | 7    | Habitam Alemu    | Etiopien       | 1.57,56 | SB          |
| 7         | 1    | Alexandra Bell   | Storbritannien | 1.57,66 | PB          |
| 8         | 5    | Natoya Goule     | Jamaica        | 1.58,26 |             |